# Tony Cragg
Tony Cragg, né le 9 avril 1949 à Liverpool, est un sculpteur britannique et allemand vivant et travaillant à Wuppertal, en Allemagne, depuis 1977. Il est également installationniste, peintre et graveur.
Il est recteur de l'Académie des beaux-arts de Düsseldorf en Allemagne de 2009 jusqu'en 2015.

## Biographie
En 1966, Cragg débute par des études scientifiques et travaille, jusqu’en 1968, dans un laboratoire de biochimie : National Rubber Producers Research Association.
En 1977, Cragg se marie avec l'artiste Tatjana Verhasselt qui donne naissance, deux ans plus tard, à leur fils Daniel, le premier de leurs quatre enfants. Cragg vit et travaille à Wuppertal, en Allemagne, depuis 1977.
Après le Brexit, il a pris la nationalité allemande. Il déclare qu'il avait trouvé sa vie en Allemagne et "n'aimerait pas non plus connaître d'inconvénients à l'avenir".

## Carrière
En 1969, Cragg a commencé un cours d'initiation au Gloucester College of Art and Design in Cheltenham, ensuite il a continué sa formation avec un cours de premier cycle de trois ans (1970-1973) à  Wimbledon College of Art.
En 1973 (jusqu'à 1977), il réussit à entrer dans la prestigieuse école Royal College of Art, où il a commencé sa carrière comme sculpteur. Il se spécialise dans l’utilisation de matériaux bon marché, qu’on utilise tous les jours.
En 1976, il enseigne en France, à l'école des beaux-arts de Metz. À partir de 1977, il commence à exposer dans des galeries, des salons, mais aussi des musées. Depuis 1979, Cragg enseigne à l'Académie publique des beaux-arts de Dusseldorf en Allemagne. Depuis 1988 il y est professeur et depuis 2009 il est recteur de l'Académie de Düsseldorf.
Il expose en France pour la première fois au musée d'art et d'industrie de Saint-Étienne en 1981. Il participe à la prestigieuse documenta 7 de Cassel dès 1982 et à la documenta 8 de Cassel de 1987, et représente le Royaume-Uni à la biennale de Venise en 1988 où il reçoit «Manzione Speziale». Il y participera également en 1993 et 1997.
En 1988 il remporte le prix Turner.
Il est élu membre de l'Académie des arts de Berlin en 2001.
En septembre 2008, il ouvre un parc de sculptures à Wuppertal en Allemagne - le Skulpturenpark Waldfrieden (Fondation Cragg).
En 2008, dans le cadre d'une commande publique, il a réalisé pour la Chalcographie du Louvre une gravure à l'eau-forte intitulée Tick-tock.
En 2011, le musée du Louvre invite Tony Cragg à exposer ses sculptures à Paris, les faisant dialoguer avec les sculptures de Messerschmidt.
En 2013, il devient titulaire de la Chaire de Création Artistique du Collège de France où il dispense un cours intitulé Sculpture et Langage.
En 2016, le musée Von-der-Heydt à Wuppertal en Allemagne lui consacre une rétrospective intitulée Parts of The World.

## Œuvre

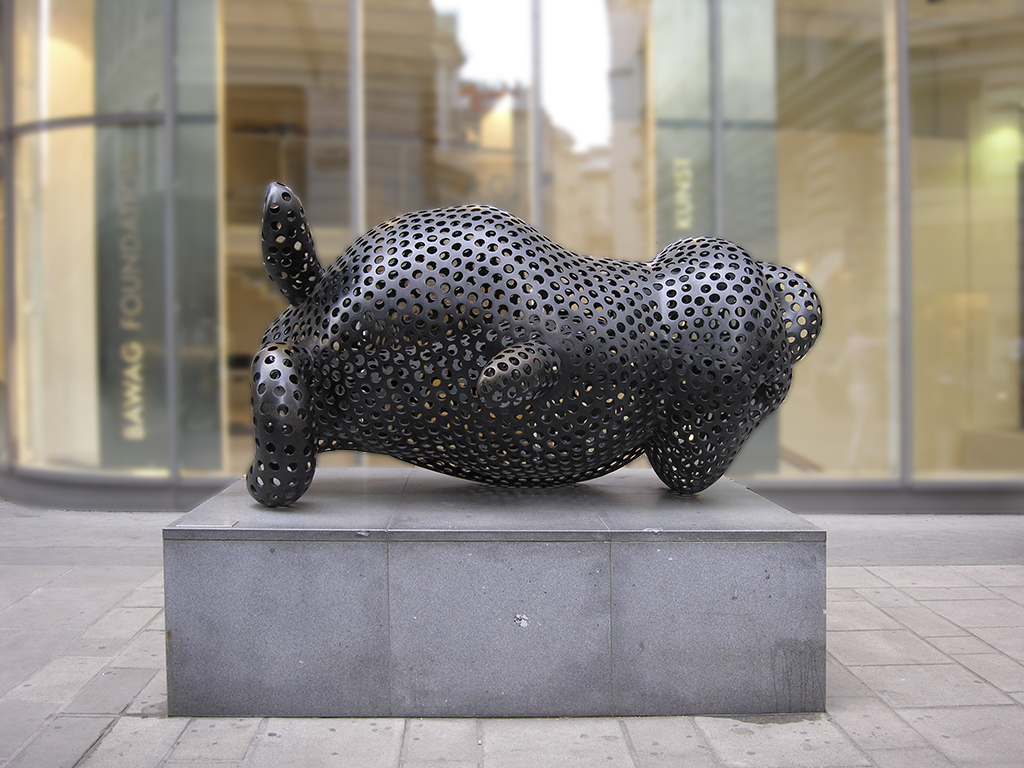
Tony Cragg, Ferryman, bronze, Vienne.

Tony Cragg réalise de grandes compositions et des œuvres où s'affirme le volume : en effet, héritier des nouveaux réalistes, du pop art ou du néo-dada, comme en témoignent certaines de ses œuvres, Cragg joue aussi avec les objets que le monde industriel rejette. De ce fait, cela l'amène vers la fin des années 1980 et le début des années 1990 à empiler des objets selon leur taille ou leur matériau, selon leur couleur aussi, comme si l'œuvre se créait naturellement selon un simple geste de tri préliminaire.
Au milieu des années 1980, il travaille simultanément le verre, le bois, la pierre ou le bronze évoquant l'univers de la science, des cultures ou des paysages. Une de ses réalisations est conservée au Museo Cantonale d'Arte de Lugano
Mais aussi il a fait un appelé Palette. Comme son nom l'indique, c'est une palette de couleurs.

## Prix
- 1988 : Turner Prize [9]
- 2002 : Piepenbrock Prix de Sculpture reçu de CBE[10]  (Commander of the Order of the British Empire)[11]
- 2009 : Docteur honoris causa du Royal College of Arts[12]

Le parc de Sculptures (Sculpture Park) a été fondé à l'initiative de Tony Cragg. Trente ans après, Cragg a commencé à travailler en tant qu'artiste et à présenter une exposition. À la suite, il a cherché une place pour exposer ses sculptures en plein air et a découvert la propriété Waldfrieden abandonnée (Wuppertal) qu’il a acheté en 2006. Cette même année, il a commencé à repenser le territoire du parc et les bâtiments qui avaient besoin d’être entièrement rénovés et modernisés, après avoir été négligés pendant des années. C’est dans le respect du patrimoine historique, des anciennes structures et des matériaux, en gardant ainsi intact toute sa dimension historique, qu’ont été pensés le parc et les bâtiments qui accueillent une nouvelle utilisation.
En 2008, il a ouvert le parc Sculptures (sous les auspices de la fonokdation à but non lucratif). Le parc abrite une collection croissante de sculptures de Tony Cragg.
Tout cela est accompagné par des expositions temporaires d'artistes de renommée internationale, des conférences sur la culture et les sciences humaines, ainsi que des concerts. En outre, la Fondation Cragg est également engagée dans la recherche et la publication de divers sujets des beaux-arts.

## Distinctions
- Croix d'officier de l'ordre du Mérite de la République fédérale d'Allemagne
- Chevalier de l'ordre des Arts et des Lettres